# 서부방울뱀
서부방울뱀(학명: Crotalus viridis)은 살무사과 살무사아과 방울뱀속에 속하는 유독성 뱀의 일종이다. 미국·캐나다 남부·로키산맥·멕시코 북부에 걸쳐서 서식한다. 승명아종인 대초원방울뱀(Crotalus viridis viridis)을 포함한 2갈래의 아종으로 나눠진다.

## 같이 보기
- 사교상